# Raivavae
Raivavae, també anomenada Vavitu, és una de les illes Australs, a la Polinèsia Francesa. Està situada al mig de l'arxipèlag, a 195 km al sud-est de Tubuai i a 730 km al sud de Tahití. És un antic volcà que culmina al mont Hiro a 437 m d'altitud. La superfície total és de 16 km². Està envoltada d'una llacuna tancada per esculls de corall amb diversos illots: Motu Mano, Motu Haha, Motu Vaiamanu i Motu Araoo i Motu Haaamu.
Tenia 996 habitants al cens del 2002. Les viles principals són: Rairua (la capital de la comuna), Mahanatoa, Anatonu i Vaiuru. El principal recurs de l'illa és el cultiu de cafè, la pesca a la llacuna i l'artesania. Disposa d'un aeròdrom obert el 2002.
L'illa és rica en jaciments arqueològics polinesis. Va ser descoberta per l'espanyol Tomás Gayangos, el 1775, tornant de l'expedició a Tahití organitzada pel virrei del Perú, el català Manuel d'Amat i de Junyent. L'anomenà Santa Rosa. El 1880 va ser annexionada per França.